# 北川内町 (宮崎市)
北川内町（きたかわうちちょう）とは、宮崎県宮崎市内の地名。大淀地域自治区に属している。郵便番号は880-0941。

## 地理
宮崎市の大淀地域自治区に属する。字がある地域とない地域があるが、どちらも郵便番号は同一である。当町の一部でニュータウン開発がされており、生目台西、生目台東、江南、花山手西が成立した。

## 地名の由来
全国的には、川の流域の平地を意味する「川内、河内」と書いて、カワチやコウチなどと読む地名があるが、宮崎県内では川の近くや川が蛇行している所に充てて「カワチ」などと読むことが多い。宮崎県内には川内・河内の付いた地名が61か所、宮崎市には６ヶ所ある。そのうちの1つが当所であり、大淀川水系の古城川が流れ、その北に位置する。なお、古城町には小字に「南川内」がある。

## 世帯数と人口
2022年（令和4年）11月1日現在の世帯数と人口は以下の通りである。
| 町丁     | 世帯数  | 人口  |
| -------- | ------- | ----- |
| 北川内町 | 280世帯 | 591人 |

## 小・中学校の学区
市立小・中学校に通う場合、学区は以下の通りとなる。
| 町名                     | 小学校             | 中学校             |
| ------------------------ | ------------------ | ------------------ |
| 北川内町（一部を除く）   | 宮崎市立古城小学校 | 宮崎市立大淀中学校 |
| 北川内町（円光明、乱橋） | 宮崎市立江南小学校 | 宮崎市立大塚中学校 |

## 交通

### バス
宮交グループの運営するバスが営業している。

### 道路
- 東九州自動車道（通過のみ）
- 宮崎県道9号宮崎西環状線

## 施設
- 北川内運動公園
- 九州電力送配電南宮崎変電所